# Giacomo Mari
Giacomo Mari (Vescovato, 1924. október 17. – Cremona, 1991. október 16.) olasz labdarúgó-fedezet.